# CD Cuautla
A Club Deportivo Cuautla (becenevén Arroceros, azaz „rizstermesztők”) a mexikói Cuautla város nagy múltú labdarúgócsapata, amely azonban ma csak a harmadosztályú bajnokságban szerepel. Az első osztályban négy évig játszott az 1950-es évek második felében.

## Története
A cuautlai klubot 1951-ben alapították, de bajnoki szereplésüket csak 1952-ben kezdték meg a két évvel korábban létrejött másodosztályú bajnokságban. Az 1955-ös szezon végén az első osztály csapatainak számát 12-ről 14-re emelték, így amellett, hogy a másodosztály bajnoka feljutott, még egy ötrésztvevős „selejtező-bajnokságot” is rendeztek az első osztály kiesőjelöltjei és a másodosztály dobogósai részvételével, amelyben a Cuautla is szerepelt, és a harmadik helyet megszerezve feljutott a legmagasabb osztályba. Ott négy évig játszott összesen, majd 1959-ben az utolsó helyen végzett, és kiesett. 1979-ben majdnem sikerült a visszajutás, ám a másodosztály döntőjében az Atlas két mérkőzésen 3–2-es összesítéssel legyőzte őket.

## Bajnoki eredményei
A csapat első osztályú szereplése során az alábbi eredményeket érte el:
| Év        | Helyezés |
| --------- | -------- |
| 1955–1956 | 11. hely |
| 1956–1957 | 8. hely  |
| 1957–1958 | 13. hely |
| 1958–1959 | 14. hely |